# St. Stephan (Limbach)

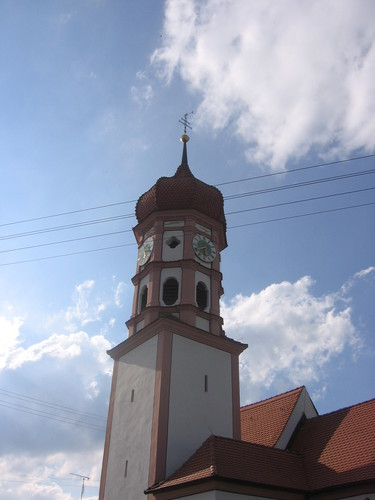
Kirche St. Stephan in Limbach

Die katholische Pfarrkirche St. Stephan in Limbach, einem Stadtteil von Burgau im schwäbischen Landkreis Günzburg in Bayern, wurde 1503 errichtet. Die Kirche an der Pfarrer-Völk-Straße 12, die dem heiligen Stephanus geweiht wurde, ist ein geschütztes Baudenkmal.
Der Saalbau mit eingezogenem Chor besitzt einen südlichen Turm mit Zwiebelhaube. Die Turmerhöhung und ein Umbau erfolgten 1680/90. Ein weiterer Umbau wurde durch Joseph Dossenberger im Jahr 1755 durchgeführt.